# Protestos pró-russos na Ucrânia em 2014

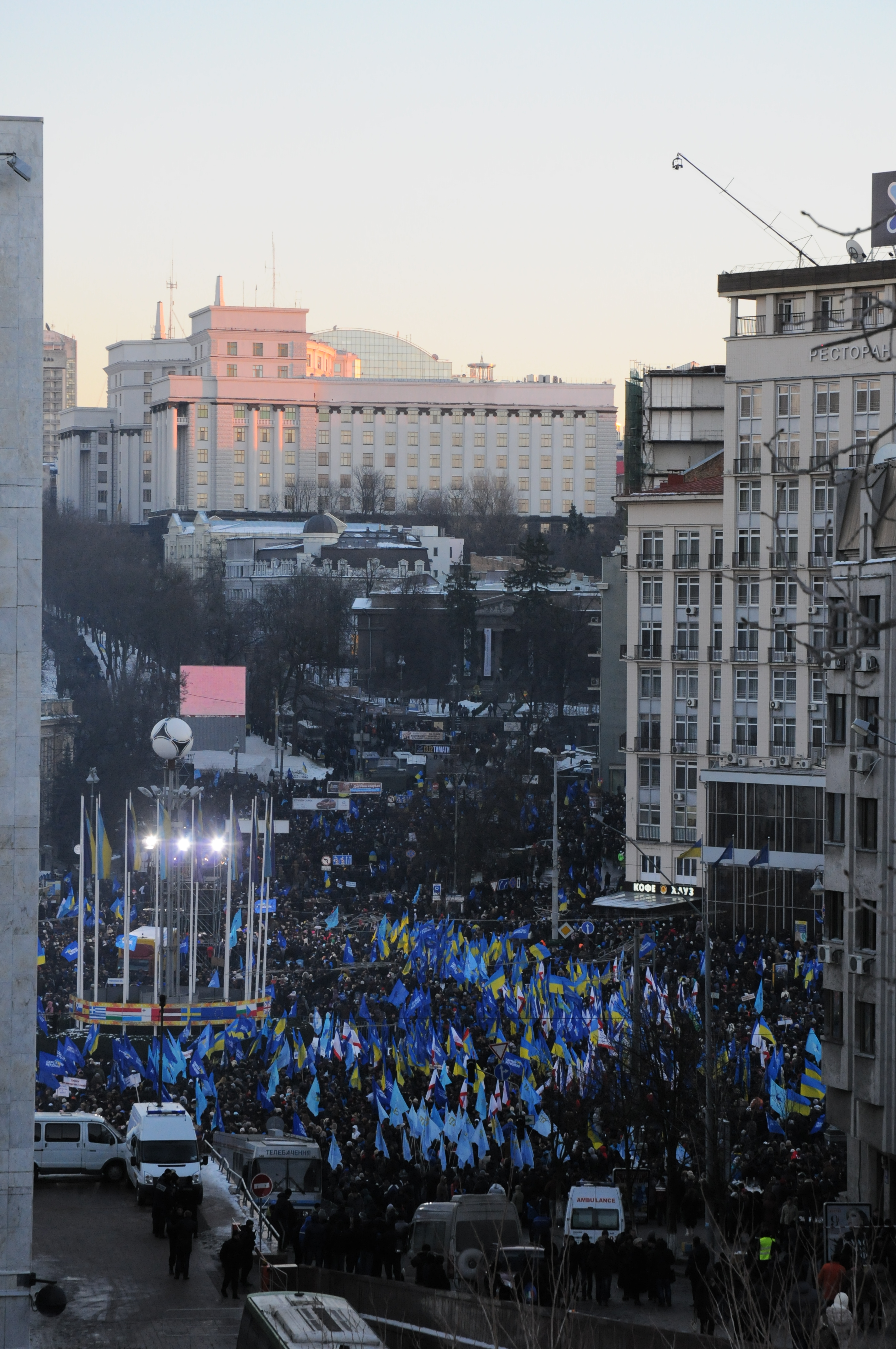
Antimaidan(protestos contra o Euromaidan) em Kiev, 14 de Dezembro de 2013

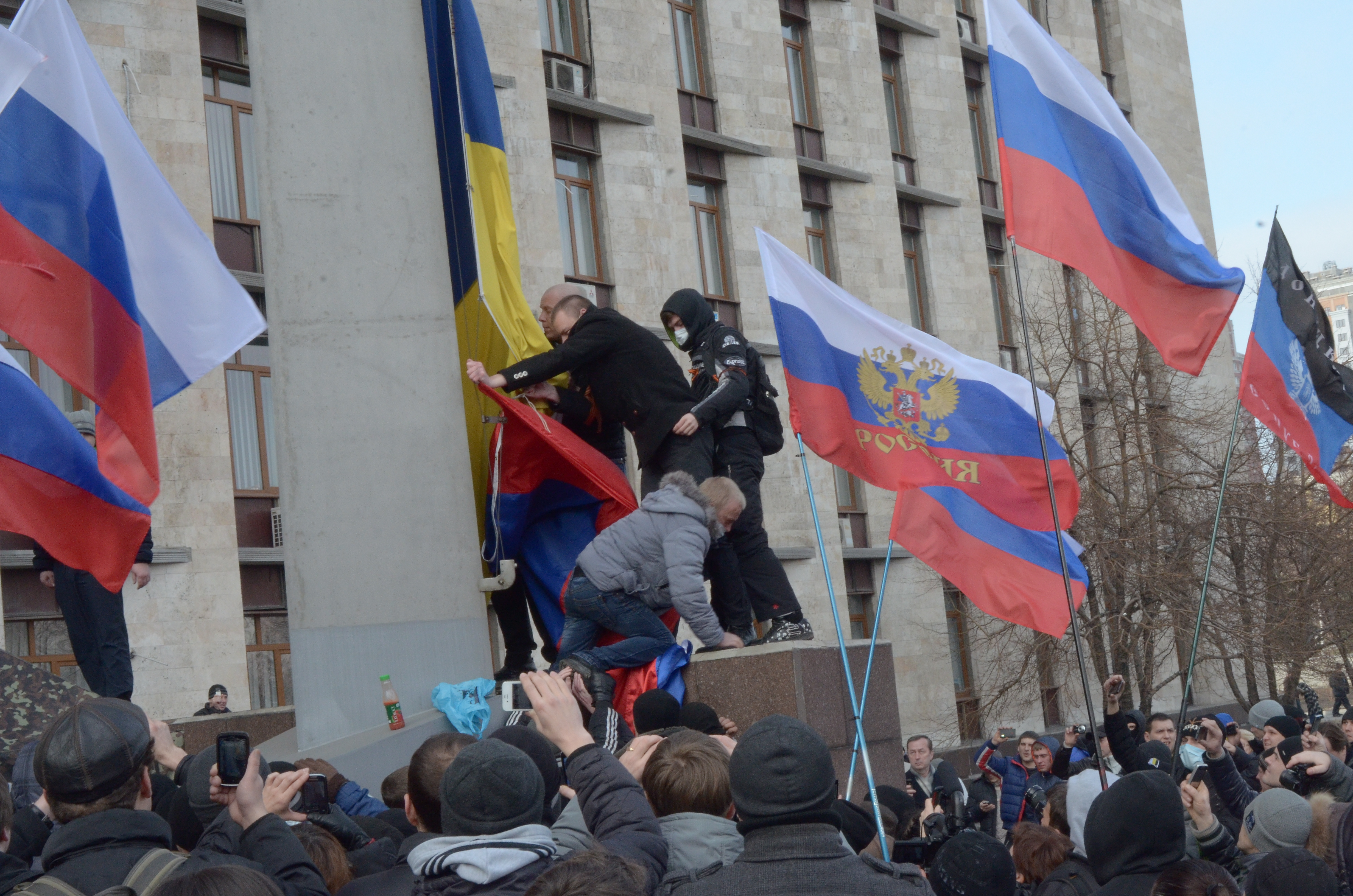
Manifestantes pró-Rússia removendo a bandeira da Ucrânia em um edifício em Oblast de Donetsk.

Bandeiras com as cores da Fita da Ordem de São Jorge tem sido adotadas pelos manifestantes. Essas cores simbolizam o valor militar russo, e foram usadas em condecorações concedidas nos exércitos russos e soviéticos

Os protestos pró-russos na Ucrânia se referem a uma série de protestos, manifestações e motins por ultranacionalistas pró-Rússia e grupos antigovernamentais que ocorreram nas principais cidades das regiões oriental e meridional da Ucrânia, como reação ao Euromaidan e em paralelo à Crise na Crimeia no mesmo país. Os protestos nos oblasts de Donetsk e Luhansk se intensificaram e transformaram em uma "insurgência separatista" e abriram caminho para um conflito armado no leste a cerca de 12 de abril.
Alguns meios de imprensa em russo se referiram ao fenômeno como "Primavera Russa", por outro lado foi detectada a presença de cidadãos russos participando de tais protestos.
Os protestos ocorreram em pelo menos 11 cidades como: Donetsk, Carcóvia, Odessa, Luhansk, Mikolayiv, Dnipropetrovsk, Mariupol, Melitopol e Kherson.
Durante os protestos, muitos ativistas utilizavam bandeiras da Rússia e bandeiras e fitas com faixas laranja e preto (faixas da Ordem de São Jorge, utilizadas pelos nacionalistas russos).
Em 13 de abril, as autoridades de Kiev lançaram uma operação especial contra o leste do país, com a participação das Forças Armadas, no que foi o início do conflito armado no leste. Segundo o presidente deposto Viktor Yanukovich isso deixa a Ucrânia a "beira de uma guerra civil". O Ministério das Relações Exteriores da Rússia também classificou como "criminosa" e condenou as ações do governo ucraniano.

## Antecedentes

### Euromaidan
Na noite de 21 de novembro de 2013, em Kiev, ocorreram as primeiras manifestações de natureza europeísta, devido à suspensão da assinatura do Acordo de Associação e do Acordo de Livre Comércio entre a Ucrânia e a União Europeia.
Após vários meses de protestos e tumultos e logo nomeado Quinta-Feira Negra (20 de fevereiro de 2014), que matou 60 manifestantes neste quadro de tensão, em 22 de fevereiro, na parte da manhã, os manifestantes da oposição assumiram a país e ocuparam as principais instituições sediadas em Kiev. O Verkhovna Rada assumiu o controle do país e Oleksandr Turtchynov assumiu a coordenação do governo e a presidência do Parlamento, caindo, assim, o governo de Viktor Yanukovich.

### Abolição da lei de idiomas cooficiais
Após a destituição de Yanukovych do poder pela segunda vez em nove anos (a primeira vez como primeiro-ministro), o Congresso dos Deputados e os governadores regionais do leste e do sul da Ucrânia recorreram à resistência e acusaram a oposição de não cumprir o acordo de paz assinado em 21 de fevereiro com o presidente deposto. Enquanto isso, o Rada Suprema aboliu a lei sobre as línguas minoritárias, que estabelecia que nos raions onde uma determinada língua fosse falada por pelo menos 10% da população, essa língua poderia adquirir o estatuto de língua oficial; a revogação da lei aprovada em 2012 prejudica os russófonos (co-oficiais em toda a Ucrânia oriental e meridional, bem como em alguns raions em Kirovohrad, Chernigov, Jitomir e Sumi), húngaros (co-oficial em alguns raions da Transcarpatia) e romenos (co-oficial em alguns raions da Transcarpatia, Chernivtsi e Odessa).

## Anti-Maidan
O AntiMaidan foi uma onda de manifestações pró-governo ucraniano durante a crise política de 2013-2014 em oposição ao então vasto movimento Euromaidan. Estas manifestações apoiavam o então presidente Viktor Yanukovych, o Partido das Regiões e laços mais estreitos com a Rússia.
Depois do sucesso do Euromaidan, que resultou na revolução ucraniana de 2014, muitos daqueles que haviam participado do AntiMaidan, especialmente aqueles no leste e sul da Ucrânia, começaram a protestar em oposição ao governo de transição de Arseniy Yatsenyuk.
Durante o Euromaidan houve relatos generalizados de que manifestantes 'antiMaidan' pró-Yanukovych e pró-russos foram pagos pelo seu apoio.

## Distúrbios por região

### Crise da Crimeia
Após o Euromaidan, iniciam-se uma série de protestos contra o governo interino de Kiev na península da Crimeia. Após vários dias de confrontos entre militantes não identificados e forças ucranianas, em 11 de março, a República Autônoma da Crimeia e Sevastopol declararam a independência, proclamando o Estado Soberano da República da Crimeia. Em 16 de março, ocorre um referendo sobre o estatuto político da Crimeia e Sevastopol com uma maioria esmagadora de votos a favor da adesão da península à Federação Russa. Finalmente, em 18 de março, representantes da Crimeia e Sevastopol e Vladimir Putin assinam o acordo adesão.

### Ucrânia Oriental e Meridional
Em 1º de março, o presidente deposto da Ucrânia Viktor Yanukovich escreve uma carta para Vladimir Putin pedindo-lhe para usar as forças armadas da Federação Russa para estabelecer a legitimidade, a paz, a lei e a ordem, a estabilidade e para defender o povo da Ucrânia.
No mesmo dia, uma manifestação em Carcóvia reúne dezenas de milhares de pessoas que invadiram a sede da administração regional e obrigaram partidários do governo central e ficar de joelhos e a pedir desculpas por provocações.
A manifestação em Donetsk elege o "governado do povo" e tenta invadir a sede da administração regional. A Câmara Municipal Donetsk propôs ao Conselho Regional de Donbass que realizasse um referendo sobre o destino da região, que incluísse a possibilidade de considerar o russo com uma língua oficial ao lado do ucraniano, a Rússia como um parceiro estratégico da região e uma maior autonomia. A Câmara Municipal de Mariupol também é tomada por manifestantes e a manifestação em Lugansk reúne cerca de 10.000 pessoas que pedem a realização de um refendo.
Ao mesmo tempo, uma manifestação contra o fascismo e a violência e favorável à unificação da de uma união da Ucrânia com a Rússia e a Bielorrússia e à realização de um referendo, reuniu mais de 400 pessoas em Kherson.
No dia 2 de março, o Conselho Regional de Luhansk adota posições semelhantes às da Câmara Municipal Donetsk, e, além disso: declarou a ilegitimidade das novas autoridades executivas, pedindo o desarmamento dos grupos armados ilegais, a proibição de organizações pró-fascistas e neo-fascistas, e reservou-se o direito de procurar a ajuda de o povo irmão da Federação Russa Pouco após à supracitada decisão, uma manifestação dirigida pela Guarda de Luhansk passou a exigir que os deputados solicitassem à Vladimir Putin o envio de tropas, e diante da recusa, houve a ocupação do edifício.
Em 4 de março, Vitaly Churkin, representando a Rússia durante uma reunião do Conselho de Segurança das Nações Unidas, reiterou que Viktor Yanukovich seria o líder legítimo da Ucrânia e não o presidente interino Olexander Turchynov.
Em 5 de março, ocorre tomada da sede do governo regional na cidade de Donetsk; e no dia seguinte, a polícia retoma a sede do governo regional e detêm Pavel Gubarev e várias dezenas de manifestantes.
A 13 de março, um defensor do regime ucraniano foi morto a facadas por militantes pro-russos em decorrência de confrontos iniciados na Praça Lênin da cidade de Donetsk.
No dia seguinte, duas pessoas são mortas em Carcóvia, atingidos por disparos de nacionalistas ucranianos.
Após três mortes nos protestos em Donetsk e Carcóvia, em 15 de março, o presidente interino da Ucrânia, Oleksandr Turchynov, falando ao parlamento, disse que o governo russo estava organizando e financiando protestos no leste da Ucrânia e alertou para a ameaça de uma invasão russa do leste do país. Por outro lado, Sergei Lavrov afirmou que autoridades russas estavam analisando pedidos para atuar na defesa de cidadãos residentes na Ucrânia, em um contexto no qual o presidente Vladimir Putin foi autorizado pelo parlamento para implantar forças armadas na Ucrânia para proteger os russos étnicos e de língua russa após a queda do presidente pró-Moscou Viktor Yanukovich.
No mesmo dia, manifestantes pró-russos atacaram um edifício de serviços de segurança em Donetsk exigindo a libertação de Pavel Gubarev e o direito de decidir por meio de referendo a separação com a Ucrânia e a adesão à Rússia.
No dia 22 de março ocorre manifestação em Melitopol sem caráter separatista, mas que defendia a realização de um referendo para que os cidadãos pudessem decidir se desejam estreitar os laços com a União Europeia ou com a Rússia e se a Ucrânia deve se converter em uma federação.
Em 23 de março, ocorre uma manifestação em Donetsk em defesa da realização de um referendo no dia 25 de maio, para que a região de Donbass pudesse firmar acordo de união aduaneira com a Rússia.
Em 29 de março cerca de 300 pessoas participaram de uma manifestação antifascista em Melitopol sem caráter separatista, mas que defendia a amizade com a Rússia.
E no dia seguinte, ocorrem manifestações em Carcóvia, Donetsk e Lugansk a favor de uma maior autonomia para as regiões situadas no sudeste.

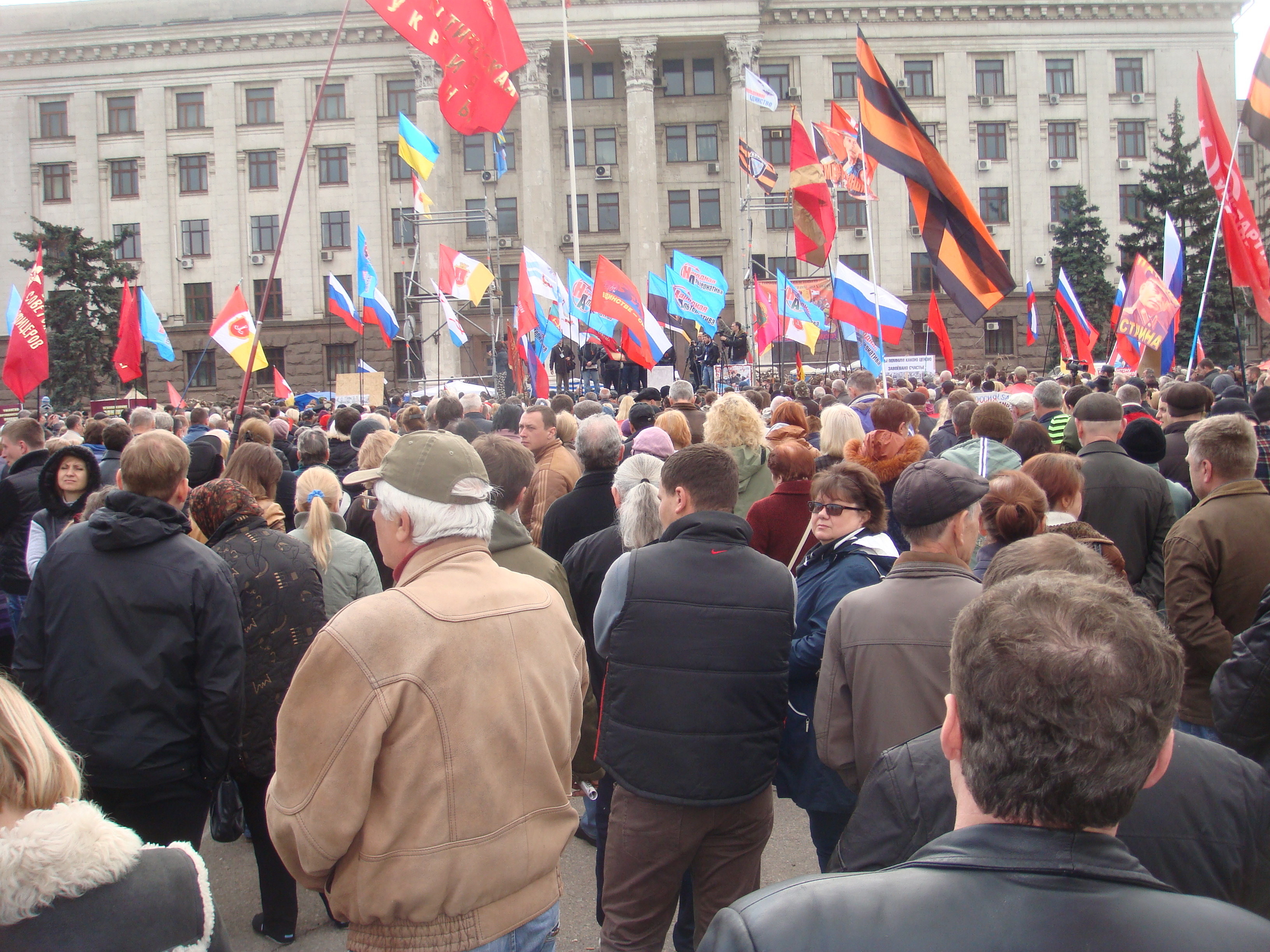
Manifestantes em Odessa, 13 Abril de 2014

#### Conflito armado
A partir de 12 de abril se iniciam os confrontos armados que incluíram combates de diferentes proporções e captura de prisioneiros de ambos os lados do conflito armado.
A 15 de abril, soldados do exército ucraniano foram enviados para a primeira operação militar antifederalistas. No dia seguinte foi relatado que civis pró-federalistas bloquearam veículos blindados tendo como resultado a captura de alguns blindados incluindo armamentos para o lado dos federalistas com a colaboração dos soldados que se recusaram a combater civis. E em Odessa, manifestantes federalistas proclamaram a criação da República Popular de Odessa
Em 30 de abril, o presidente interino da Ucrânia reconheceu que as forças de segurança sob o comando de Kiev "não são capazes de controlar a situação em Donetsk e Lugansk." Uma fonte do Estado-Maior ucraniano também relatou que um ataque a locais públicos e pontos fortes que os militantes controlam iria começar no dia 2 de maio, como de fato aconteceu em Sloviansk e Kramatorsk.

#### Eleição presidencial
Em 25 de maio, grupos paramilitares pró-russos impediram que os eleitores pudessem votar na eleição presidencial da Ucrânia, visitando seções eleitorais em Donetsk para se certificar de que eles estavam fechadas. Um grupo de homens mascarados esmagou as urnas confiscadas na frente das câmeras da imprensa. Outro grupo invadiu uma aldeia em Artemivka e incendiou o prédio onde estava o posto de votação. No entanto a votação pode ocorrer algumas partes da região de Donetsk que permanecem sob maior controle do governo.
No dia seguinte, a votação presidencial na Ucrânia seria elogiada por observadores internacionais como uma eleição genuína, que foi realizada de forma livre e justa. O que não ocorreu nas regiões Donetsk e Luhansk, onde mais de 80 por cento dos centros de votação foram fechados depois de homens armados intimidaram moradores ao esmagarem urnas e emitindo ameaças. A votação no leste ficou esvaziada.

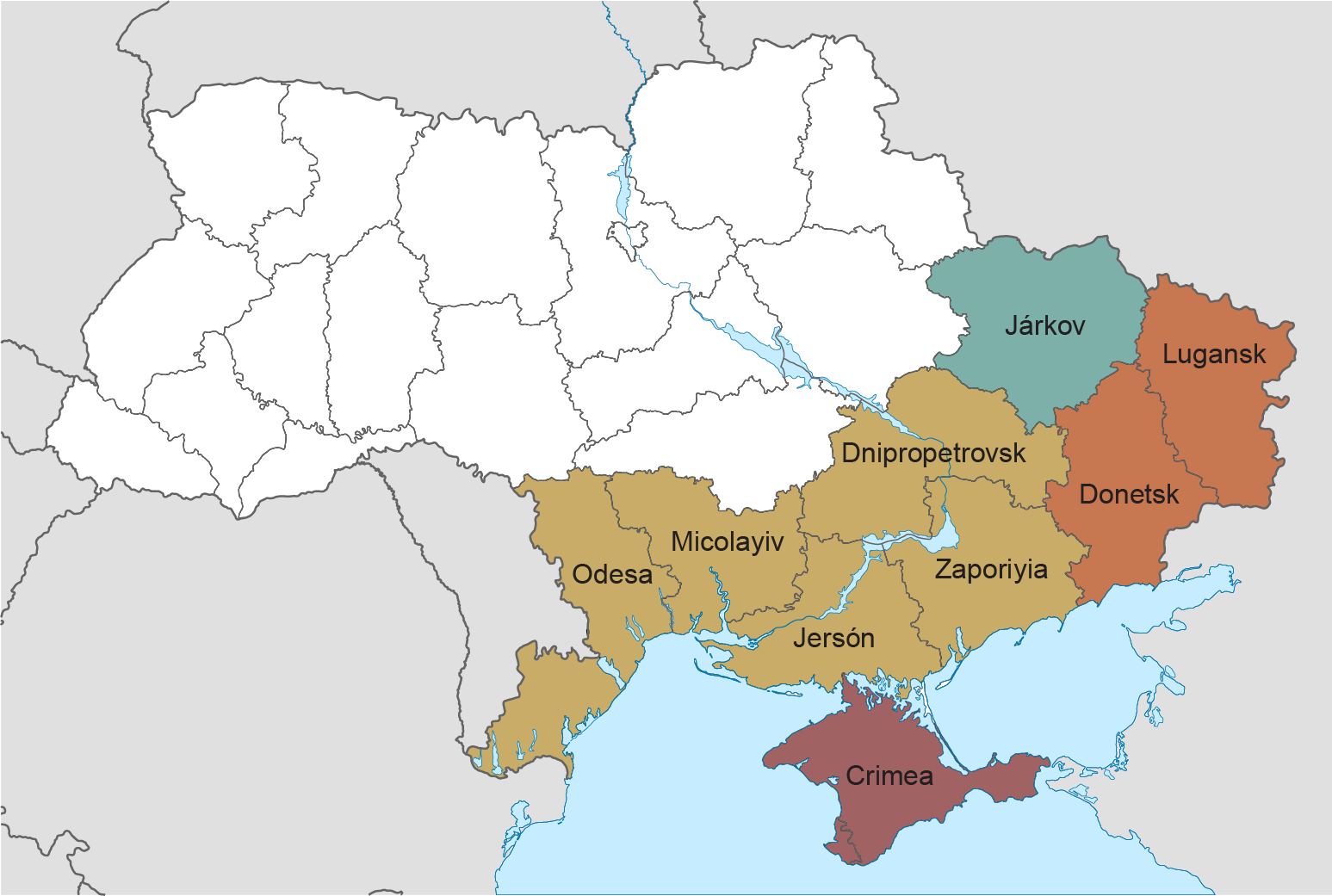
Mapa dos protestos por região, indicando gravidade dos distúrbios no seu auge:
Controlado pela Rússia
Revolta
Ocupação de edifícios governamentais
Manifestações

## Estados separatistas proclamados
Vários estados separatistas foram proclamados por vários grupos durante os distúrbios:

### Existentes
- Estado Federal da Nova Rússia – Esta confederação foi proclamada em 22 de maio. Reivindica os oblasts de Donetsk e Lugansk, e seu objetivo é expandir para outras regiões da Ucrânia oriental e meridional. É liderado pelo auto-proclamado presidente da República de Donetsk, Pavel Gubarev.[67][68][69] Absorveu oficialmente a República Popular de Lugansk e a República Popular de Donetsk em 24 de maio, sem um referendo público.
  -  República Popular de Donetsk – Esta foi proclamada em 7 de abril. Controla grandes porções do território do oblast de Donetsk, e é apoiada pela Milícia Popular de Donbass. Um referendo sobre o estatuto da República ocorreu em 11 de maio.[70]
  -  República Popular de Lugansk – Esta é sucessora da fracassada República Parlamentar de Luhansk, proclamada em 27 de abril.  Os ativistas ocuparam o prédio do Serviço de Segurança da Ucrânia em Luhansk de 8 de abril, e adquiriram o controle da câmara municipal, do ministério público e da delegacia até 27 de abril. A administração regional anunciou seu apoio a um referendo, e concedeu o cargo de governador ao líder separatista Valeriy Bolotov.[71] Como Donetsk, um referendo sobre o estatuto da região ocorreu no dia 11 de maio.[72]
- República da Crimeia - Esta foi proclamada em 17 de março pelo parlamento da República Autônoma da Crimeia e da cidade de Sevastopol. Estas duas entidades que, juntas, compõem a totalidade da Crimeia geográfica, eram unidades administrativas separadas dentro da Ucrânia. Uniram-se para o fim de declarar a independência como a "República da Crimeia". Depois de um referendo contestado sobre o estatuto político da Crimeia, a República foi prontamente anexada pela Rússia, que re-dividiu a República dentro da cidade federal de Sevastopol e do assunto federal da República da Crimea.

### Fracassados
- República Popular de Kharkov - foi uma república de curta duração proclamada em 7 de abril por manifestantes que ocuparam edifícios do governo.[73] No entanto, no mesmo dia, as forças especiais da Ucrânia retomaram os prédios, terminando assim o controle que os manifestantes tinham de todos os edifícios.[73] Em 21 de abril, durante uma manifestação, os manifestantes elegeram um "governador do povo", embora seja desconhecido se isso está ligado à antiga República. O líder separatista Yuri Apukhtin afirmou em 18 de maio que a região de "Kharkiv vai realizar um referendo sobre a independência após Donetsk e Luhansk ", mas não especificou quando.[74]

## Líderes
- Pavel Gubarev: proprietário de uma empresa de publicidade Donetsk,[75] fundador da Milícia Popular[19] e "governador do povo" da região de Donbass, preso pelas autoridades ucranianas no dia 6 de março;
- Robert Donia: "vice-governador do povo" da região de Donetsk;[43]
- Artem Olkhin: coordenador da União dos Cidadãos Ucranianos em Donetsk;[18]
- Alexander Kharitonov: líder da organização separatista "Guarda de Luhansk", que em 9 de março de 2014 dirigiu a tomada da Administração Estatal Regional em Luhansk e coagiu o governador regional Mikhail Bolotskih a escrever uma resignação, além disso, a "Guarda de Luhansk" também participou de todos os atos anteriores nos quais houve destruição de símbolos ucranianos e da invasão do canal de televisão independente "Irta."; em 14 de março encontrava-se detido e fora enviado para Kiev;[38][76]
- Evgeni Dinyanskiy: chefe da organização não-governamental "Iniciativa do Sudeste";[48]
- Vladimir Prokopenko: russo, líder da União da Juventude da Eurásia em Rostov-on-Don que incentivou e ajudou a organizar russos que cruzaram a fronteira disfarçados de turistas para apoiar os protestos.[20][77]

## Sanções
Durante decorrer do distúrbios, os Estados Unidos, seguidos pela União Europeia, Canadá, Noruega, Suíça e Japão, começaram a punir os indivíduos e as empresas russas e ucranianas que diziam estarem relacionadas com a crise. Ao anunciar as primeiras sanções, os Estados Unidos descreveram alguns indivíduos visados pelas sanções, entre eles o ex-presidente ucraniano Yanukovych, como "ameaça a paz, a segurança, a estabilidade, a soberania, ou integridade territorial da Ucrânia, e por minar as instituições e os processos democráticos da Ucrânia". O governo russo respondeu na mesma moeda com sanções contra alguns indivíduos estadunidenses e canadenses. Com os distúrbios continuando a aumentar, a União Europeia e o Canadá impuseram mais sanções em meados de maio.